# Пилконоса акула японська
Пилконоса акула японська (Pristiophorus japonicus) — акула з роду П'ятизяброва пилконоса акула родини Пилконосі акули.

## Опис
Загальна довжина досягає 1,36-1,53 м. Голова сплощена. Морда-пилка сильно витягнута та сплощена з 23-43 бічними зубчиками. Перед ніздрями присутні вусики. Очі на верхній стороні. Тулуб стрункий, циліндричний. В наявності є 2 спинних плавця, а анальний плавець відсутній. Забарвлення сіро-коричневе, що переходило до червоно-коричневого. Черево білого кольору. Краї спинних плавців яскравіше. З боків морди-пилки колір темніше, ніж всередині.

## Спосіб життя
Полюбляє помірно-теплі води. Зустрічається у верхніх ділянках схилів континентального шельфу на глибині від 50 до 800 м, переважно, на пухких піщаних, мулистих, або піщано-мулистих ґрунтах. Мігрує в товщі води. Виявляє жертву за допомогою двох вусиків і підіймає її з дна довгим рилом. Між окремими особинами пилконосів час-від-часу виникають жорстокі битви. При цьому вони майстерно володіють своєю пилкоподібною мордою. Живиться равликами, каракатицями та ракоподібними.
Статева зрілість у самців настає при розмірах у 80-100 см, самиць — 100 см. Це яйцеживородна акула. Самиця народжує до 12 дитинчат завдовжки 30 см.
У Японії вживається в їжу під назвою «камебоко».

## Розповсюдження
Мешкає біля узбережжя Японії, Корейського півострова, Тайваню та північного Китаю.